# Vàrdar
|  | Aquest article tracta sobre el riu greco-macedoni. Si cerqueu l'equip de futbol de Skopje, vegeu «FK Vardar Skopje». |

El Vàrdar (en macedònic: Вардар; grec antic: Αξιός, llatí: Axius) és un riu de Macedònia del Nord i de Grècia. És el riu més llarg de Macedònia amb 388 km.
El Vàrdar neix a Vrutok a les muntanyes Šar, a pocs kilòmetres al nord de Gòstivar, a Macedònia del Nord. Passa per Skopje i després arriba a Grècia septentrional fins a desaiguar al golf Termaic, a l'oest de Tessalònica, a la Macedònia grega. La part grega del riu mesura 87 km. El riu dona el seu nom al vent vardharis o vardarec, que bufa al llarg de la vall del Vàrdar i aporta un aire fred a la regió de Tessalònica. El Vàrdar dona també el seu nom a un club de futbol (FK Vardar Skopje).
Històricament era al regne de Macedònia on formava el límit entre la Bòtia i Migdònia; naixia a les muntanyes de l'Escardos, prop d'Escòpia, i desaiguava al golf Termaic, a Calastra. El seu nom grec, Àxios, va originar l'antiga ciutat d'Axiòpolis.
Vers 1387 la vall del Vàrdar va caure en mans dels otomans que per aquest any van conquerir la vila romana d'Orient de Pel·la rebatejada Wardar Yeñidjesi o Yeñidje-yi Wardar. El curs superior del Vàrdar va quedar sota control otomà complet després de la batalla de Kosovo Polje el 1389 (batalla de Kosh-owasi pels otomans). La zona fou colonitzada per un nombre considerable de turcmans d'Anatòlia. Vers 1475 hi havia un sandjak de Wardar amb capital a Karaferye però la part inferior de la vall pertanyia al sandjak de Selanik. Va restar terra otomana fins al 1912 quan es va repartir entre Sèrbia i Grècia, situació confirmada pel tractat de Londres de 1913. Després de 1920 la part sèrbia fou part del Regne dels Serbis, Croats i Eslovens (1929 rebatejat Iugoslàvia), i després de la Segona Guerra Mundial de la república socialista federada de Macedònia dins la república socialista de Iugoslàvia; Macedònia del Nord es va fer independent el 1991.

## Afluents principals
- Per l'esquerra:
  - Lepenac
- Per la dreta:
  - Tsrna